# Блоха кошачья

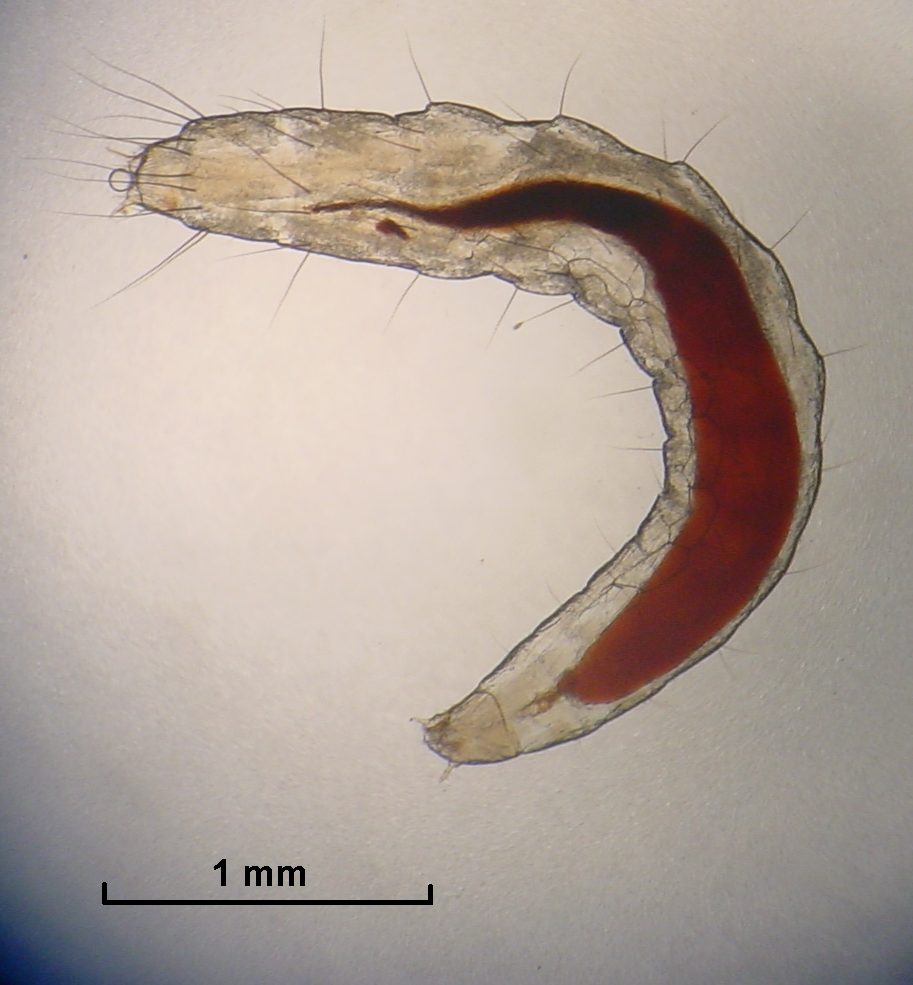
Личинка кошачьей блохи

Блоха кошачья (лат. Ctenocephalides felis) — вид блох из семейства Pulicidae (подсемейство Archaeopsyllinae). Встречается повсеместно. Опасный паразит кошек, собак, грызунов, человека и других животных. В местах укуса вызывают сильный зуд и дерматофилиазы, а при расчёсах развиваются гнойничковые заболевания. При массовом нападении приводят к анемии и истощению животных. Переносчики возбудителей различных инфекционных заболеваний (чумы, риккетсиоза, бруцеллеза), которые способны при кровососании передаваться человеку. Переходя на крыс вытесняет оттуда европейскую крысиную блоху (Nosopsyllus fasciatus).

## Описание
Длина тела — от 0,75 до 5 мм, у самок с яйцами длина может достигать 16 мм. Взрослые блохи питаются кровью (ротовой аппарат колюще-сосущего типа), развиваются в шерсти животных или в подстилке, личинки питаются растительными остатками, испражнениями, сухой кровью. Развитие происходит круглогодично, одно поколение развивается в нормальных условиях за 10-50 дней, суммарная продолжительность жизни до 2 лет.
Тело с боков сплюснуто и покрыто многочисленными направленными назад волосками, щетинками и гребнями из плоских зубчиков. Лоб пологий и у самок и у самцов. Задние ноги прыгательные. Между средней и апикальной группой шпор на заднем крае задней голени расположена одна толстая щетинка. Хоботок длинный. Не более двух щетинок находится на метэпистерне. Яйца мелкие (до 0,5 мм) белого цвета. Личинки червеобразные (до 5 мм), безглазые, состоят из 13 сегментов (десяти брюшных и трёх грудных), трижды линяют. Куколки коричневые, неподвижные. Близкий вид собачья блоха (Ctenocephalides canis) отличается следующими признаками: тремя щетинками на метэпистерне, пологим закруглённым лбом, у самца рукоятка половой клешни сильно расширена на конце. Сроки развития различных стадий собачьей блохи зависят от внешних условий. При оптимальных условиях (температура от +18 до +24°С и влажность более 60 %) могут жить от 3 месяцев до 1,5 лет: яйцо (развивается от 2 до 14 дней), личинка (от 9 дней до 8 месяцев), куколки могут переживать неблагоприятные условия от 6 дней до года, имаго от 3 месяцев до 3 лет.
Вид был впервые описан в 1835 году немецким натуралистом Петером Карлом Буше (1783—1856).

## Способы борьбы
По мнению Центра правовой зоозащиты самым эффективным способом борьбы с кошачьими блохами в квартирах первых этажей, проникающими из подвала, является постоянное присутствие в этом помещении кошки (возможно и собаки), обработанной инсектицидным средством длительного действия. На такое животное очень быстро перемещаются все блохи и погибают. Преимущество этого способа перед другими в том, что при обработке путём опрыскивания поверхностей помещения всегда остаются куколки, из которых потом опять вылупляются блохи, которые, один раз укусив человека или животное, опять размножаются. В присутствии кошки, обработанной инсектицидным средством, эти новорожденные блохи уже не будут размножаться, а будут погибать на теле кошки.